# Dziewięcioro nieznajomych
Dziewięcioro nieznajomych (ang. Nine Perfect Strangers) – amerykański miniserial obyczajowy w reżyserii Jonathana Levine'a, stanowiący ekranizację wydanej po raz pierwszy w 2018 roku powieści australijskiej pisarki Liane Moriarty pod tym samym tytułem. Głównymi autorami adaptacji scenariuszowej byli David E. Kelly oraz John-Henry Butterworth. Współproducentkami serialu były dwie spośród jego aktorek, Nicole Kidman i Melissa McCarthy. 
Składający się z ośmiu odcinków serial został zrealizowany na zlecenie amerykańskiej platformy streamingowej Hulu, która premierowo udostępniała kolejne odcinki raz w tygodniu w okresie od 18 sierpnia do 22 września 2021 r. Według stanu na grudzień 2021 r. prawa do dystrybucji serialu w Polsce posiada firma Amazon, która rozpowszechnia go poprzez swój serwis Prime Video. 

## Fabuła
Serial opowiada o jednym z turnusów w tajemniczym ośrodku Tranquillum House, mającym opinię wyjątkowo elitarnego miejsca odnowy fizycznej i duchowej. Goście są starannie selekcjonowani na podstawie szczegółowych aplikacji, zaś skład grupy mającej przeżyć wspólnie 10 dni nigdy nie jest przypadkowy. Szczegóły procesu leczniczego owiane są starannie chronioną tajemnicą. Wiadomo tylko, że odbywa się on według autorskiej koncepcji pochodzącej z Rosji twórczyni ośrodka, Maszy. Do grupy, której pobyt w Tranquillum ukazuje serial, należą m.in. poczytna niegdyś pisarka, była gwiazda futbolu amerykańskiego, popularna influencerka wraz z bogatym mężem, a także rodzina zmagająca się z bólem po samobójstwie jednego z dzieci.

## Obsada
- Nicole Kidman jako Masza
- Melissa McCarthy jako Frances
- Michael Shannon jako Napoleon
- Luke Evans jako Lars
- Samara Weaving jako Jessica
- Asher Keddie(inne języki) jako Heather
- Melvin Gregg(inne języki) jako Ben
- Tiffany Boone(inne języki) jako Delilah
- Manny Jacinto(inne języki) jako Yao
- Grace Van Patten(inne języki) jako Zoe
- Zoe Terakes(inne języki) jako Glory
- Regina Hall jako Carmel
- Bobby Cannavale jako Tony

## Produkcja
Choć akcja serialu rozgrywa się w Kalifornii, wszystkie zdjęcia realizowane były w stanie Nowa Południowa Walia w Australii. Główny okres zdjęciowy trwał od 10 sierpnia do 21 grudnia 2020 r. Na potrzeby produkcji wynajęty został autentyczny ośrodek odnowy i wypoczynku, znajdujący się w miasteczku Byron Bay. Według doniesień australijskich mediów, produkcja miała przynieść miejscowej gospodarce przychody przekraczające 100 milionów dolarów australijskich. 
W związku z trwającą w czasie realizacji serialu pandemią COVID-19, ostatnia faza preprodukcji odbywała się w warunkach nadzorowanej przez policję izolacji kluczowych członków ekipy na terenie należącej do Nicole Kidman posiadłości. Pracujące przy produkcji serialu osoby spoza Australii, w tym większość obsady, mogły wjechać do kraju mimo obowiązujących wówczas poważnych ograniczeń w przyjazdach cudzoziemców, jednak zaraz po przylocie były poddane dwutygodniowej kwarantannie hotelowej, połączonej z regularnymi testami na obecność koronawirusa.